# Kurd von Mosengeil
Kurd Friedrich Rudolf von Mosengeil, aussi Curd Friedrich Rudolf von Mosengeil (7 mars 1884 à Bonn, province de Rhénanie - 5 septembre 1906 à Wildgall dans la région de Rieserfernergruppe dans les Alpes orientales centrales) est un physicien prussien.

## Biographie
Kurd von Mosengeil est un étudiant de Max Planck. En 1905, Planck est le premier à défendre la théorie de la relativité restreinte d'Albert Einstein. Dans les années suivantes, il publie plusieurs ouvrages dans lesquels il explique avec plus de détails les conclusions de la théorie d'Einstein. Il convainc son assistant Max von Laue et son étudiant Kurd von Mosengeil de devenir les premiers physiciens à habiliter tout comme à donner des diplômes en physique relativiste.
Alors qu'il fait une marche en montagne en septembre 1906 dans les Alpes orientales centrales, von Mosengeil subit un accident mortel. Planck et Wilhelm Wien raccourcissent sa dissertation et la font publier dans Annalen der Physik en 1907. L'article ((de) : Theorie der stationären Strahlung in einem gleichförmig bewegten Hohlraum (Théorie des radiations stationnaires dans une cavité en mouvement uniforme) contient certaines équations qui relient la thermodynamique et l'équivalence masse-énergie. Il y a aussi des liens vers les travaux de Friedrich Hasenöhrl de 1904. Planck se porte garant du contenu et croit dans la valeur des travaux de von Mosengeil. La dissertation est révolutionnaire et sert de templin à d'autres recherches de Planck en 1907 et d'Einstein en 1908.